# Anna Šabatová
Anna Šabatová (* 23. června 1951 Brno) je signatářka Charty 77 a její mluvčí v roce 1986. Celoživotně se zabývá ochranou lidských práv. V letech 2001 až 2007 byla zástupkyní veřejného ochránce práv, v letech 2008 až 2013 předsedkyní Českého helsinského výboru a v letech 2014 až 2020 veřejnou ochránkyní práv.

## Studium a disent
Narodila se v rodině politického pracovníka KSČ a učitele brněnské univerzity Jaroslava Šabaty, který se v roce 1968 stal představitelem reformního křídla komunistické strany.
Od roku 1969 studovala filozofii a historii na Filozofické fakultě Univerzity Jana Evangelisty Purkyně v Brně. Ve třetím ročníku byla zatčena a odsouzena na tři roky odnětí svobody za organizování letákové akce k parlamentním volbám (v listopadu 1971), na níž se podílela spolu se svým otcem Jaroslavem a bratrem Janem, a za podíl na šíření samizdatu. Trest vykonávala ve věznici v Opavě. V prosinci 1973 byla podmíněně propuštěna, studia již nemohla dokončit a pracovala jako úřednice.
V prosinci 1976 podepsala Chartu 77 (v roce 1986 byla její mluvčí) a podílela se i na dalších opozičních aktivitách: v době uvěznění svého manžela Petra Uhla (1979–84) vydávala jeho i svým jménem periodikum Informace o Chartě 77, v roce 1978 byla též spoluzakladatelkou Výboru na obranu nespravedlivě stíhaných. Po podpisu Charty 77 byla na mateřské dovolené (má tři děti) a vykonávala různá nekvalifikovaná zaměstnání. Od roku 1987 byla mluvčí občanské iniciativy Polsko-československá solidarita.
Před Sametovou revolucí pracovala v nezávislé Východoevropské informační agentuře; v listopadu 1989 tak byla mezi lidmi, kteří rozhodovali o zveřejnění mylné informace o mrtvém studentovi Martinu Šmídovi.

## Státní úřednice
Po revoluci působila Šabatová v letech 1990–91 jako poradkyně ministra práce a sociálních věcí ČR pro styk s nevládními organizacemi. V roce 1996 dokončila dálkové magisterské studium českého jazyka a literatury na FF UK, dále pracovala jako redaktorka. V roce 1998 působila jako zástupkyně ředitele Městského centra sociálních služeb a prevence pražského magistrátu. V roce 1998 dostala jako první Východoevropanka za svou činnost Cenu OSN za obranu lidských práv. V letech 1999–2000 působila jako externí poradkyně ministra práce a sociálních věcí pro oblast sociálních služeb.

### Úřad veřejného ochránce práv
Dne 25. ledna 2001 Poslanecká sněmovna na návrh prezidenta republiky Václava Havla ve 2. kole hlasování zvolila Šabatovou zástupkyní veřejného ochránce práv (ombudsmana) Otakara Motejla 92 hlasy ze 174 (proti 50 pro senátního kandidáta ODS). Slib předsedovi PS Václavu Klausovi (ODS) složila 31. ledna a funkci zastávala do 14. února 2007. Podruhé již nekandidovala. Ve své činnosti se soustředila zejména na sociální oblast. V říjnu 2002 prezident Václav Havel vyznamenal Šabatovou medailí Za zásluhy I. stupně.
V kuřimské kauze se na Šabatovou v roce 2006 obrátila Kateřina Mauerová s žádostí o pomoc její sestře Kláře s adopcí fiktivní třináctileté Anny (Barbory Škrlové) a Šabatová jim radila, jak postupovat. Za to ji kritizoval Fond ohrožených dětí, podle kterého porušila zákon, když neoznámila sociálním pracovníkům, že ví o dítěti bez identity (totožnosti); s tímto názorem se ztotožnilo i Ministerstvo práce a sociálních věcí. Šabatová se hájila tím, že byla povinna zachovávat mlčenlivost o tom, co se při výkonu funkce dozví, a morálními důvody. Zastal se jí i ombudsman Otakar Motejl s tím, že zákon o sociálně-právní ochraně dětí předepisuje povinné oznámení pouze některých taxativně jmenovaných skutečností, pod něž případ zřejmě nespadal. Funkci zástupce ombudsmana vykonávala do roku 2007.
Poté, co koncem roku 2013 odstoupil z funkce ombudsman Pavel Varvařovský, ji na konci ledna 2014 Senát PČR hlasy 37 senátorů navrhl Poslanecké sněmovně PČR jako jeho nástupkyni. Dne 13. února 2014 získala v 1. kole volby 61 hlasů od 155 přítomných poslanců. Získala tak sice větší podporu než její protikandidát Stanislav Křeček, ale 78 hlasů nutných ke zvolení nepřekročila. Postoupila však do 2. kola volby. V něm dne 14. února 2014 získala v tajné volbě 85 hlasů od 168 přítomných poslanců a byla zvolena veřejnou ochránkyní práv. Funkce se ujala o čtyři dny později složením slibu do rukou předsedy Poslanecké sněmovny PČR Jana Hamáčka (ČSSD). Post veřejné ochránkyně práv zastávala do února 2020, kdy ji vystřídal Stanislav Křeček.

## Studijní a pedagogická kariéra
V letech 2004–2008 studovala na katedře právní teorie Právnické fakulty Masarykovy univerzity. Studium zakončila obhajobou disertační práce s názvem Místo veřejného ochránce práv v moderní demokratické společnosti – od administrativního k lidskoprávnímu pojetí. Analýza vývoje jednoho institutu ochrany práv. Titul Ph.D. získala v září 2008. V letech 2008–2014 působila jako odborná asistentka na Katedře sociální práce Filozofické fakulty Univerzity Karlovy.

## Politická kariéra
V březnu 2008 kandidovala za Stranu zelených jako bezpartijní do Senátu ve volebním obvodu Vyškov (obvod č. 57) a Brno-venkov. Ve volbách neuspěla, se ziskem 6,14 % skončila v prvním kole voleb jako pátá z šesti kandidátů.
Před volbami do Poslanecké sněmovny 2013 stála za vznikem iniciativy Volím ČSSD. A budu kroužkovat!, která podporovala Českou stranu sociálně demokratickou, a vyzývala voliče, aby využili preferenčních hlasů k podpoře některých kandidátů, například Bohuslava Sobotky a Milana Chovance.
Ve volbách do Senátu PČR v roce 2020 kandidovala jako nestraník za Zelené, hnutí SEN 21 a hnutí Idealisté v obvodu č. 60 – Brno-město. V prvním kole získala 17,94 % hlasů, a postoupila tak ze 2. místa do druhého kola, v němž prohrála s kandidátem ODS a TOP 09 Romanem Krausem poměrem hlasů 42,28 % : 57,71 %, a senátorkou se tak nestala.
V komunálních volbách v roce 2022 kandidovala do Zastupitelstva hlavního města Prahy z pozice lídryně kandidátky koalice Solidarita, kterou tvořili ČSSD, Zelení a dvě levicová hnutí Budoucnost a Idealisté. Koalice obdržela 2,01 % hlasů a do zastupitelstva se nedostala.

## Ostatní aktivity
V letech 2008–2013 byla předsedkyní Českého helsinského výboru. V březnu 2013 ji vystřídala Táňa Fischerová poté, co Šabatová z čela výboru odešla z rodinných důvodů.
V letech 2008–2011 byla za Českou republiku členkou Evropského výboru pro zabránění mučení, který je orgánem Rady Evropy se sídlem ve Štrasburku.

## Ocenění
Anna Šabatová je držitelka Ceny OSN za obranu lidských práv, ceny Alice Garrigue Masarykové udělované velvyslancem USA a Velitelského kříže Řádu za zásluhy Polské republiky.
Dne 15. června 2018 jí francouzský prezident Emmanuel Macron propůjčil nejvyšší státní vyznamenání Řád čestné legie v hodnosti rytířky.
V roce 2024 byla oceněna Řádem Tomáše Garriga Masaryka III. třídy za zásluhy o rozvoj demokracie, humanity a lidských práv.